# Ега (река, впадает в Рыбинское водохранилище)
Ега — река в России, протекает по Пошехонскому району Ярославской области. Длина реки составляет 17 км. Площадь водосборного бассейна — 55,4 км².

## Течение
Исток реки находится около деревни Любимцево, река течёт на запад и северо-запад. Протекает через деревни Медведево, Попышево, Козицыно, Середнево, Евсевьево, Титово, Старово, Юрково, Ильинское, Вощиково. Устье реки находится в 8,3 км по правому берегу залива реки Ухра на Рыбинском водохранилище, выше моста через залив, по которому проходит трасса Р104 Рыбинск-Пошехонье.

## Данные водного реестра
По данным государственного водного реестра России относится к Верхневолжскому бассейновому округу, водохозяйственный участок реки — Рыбинское водохранилище до Рыбинского гидроузла и впадающие в него реки, без рек Молога, Суда и Шексна от истока до Шекснинского гидроузла, речной подбассейн реки — Реки бассейна Рыбинского водохранилища. Речной бассейн реки — (Верхняя) Волга до Куйбышевского водохранилища (без бассейна Оки).
Код объекта в государственном водном реестре — 08010200412110000010270.